# Van der Waals-heterostructuur
Een Van der Waals-heterostructuur is een synthetisch materiaal dat is opgebouwd uit een stapeling van verschillende tweedimensionale atomische kristallen (monolagen van 1 atoomdikte). De twee best gekende voorbeelden van tweedimensionale kristallen zijn grafeen, een laag bestaande uit koolstofatomen, en hexagonaal boornitride (hBN) dat ook "wit grafeen" wordt genoemd, een laag van afwisselend stikstof- en booratomen. Andere gekende 2D-kristallen die bij kamertemperatuur stabiel zijn, zijn onder meer fluorgrafeen waarin aan elk koolstofatoom een fluoratoom verbonden is; grafeenoxide, en 2D-chalcogeniden (MoS2, WS2, MoSe2, WSe2).
Een heterostructuur bestaat dan uit een stapeling van monolagen van verschillende materialen, bijvoorbeeld grafeen plus boornitride en eventueel nog andere. Ze worden meestal geproduceerd met een Chemical vapor deposition (CVD)-methode. Het materiaal wordt bijeengehouden door sterke covalente bindingen binnen eenzelfde laag en door zwakkere vanderwaalskrachten tussen de lagen onderling; vandaar de naam van de materialen. Men kan het zich voorstellen alsof de lagen op elkaar liggen als LEGO-blokjes. Door verschillende lagen in een precies gekozen opeenvolging te stapelen kan men gericht materialen met specifieke elektronische eigenschappen maken, die onder meer in tunnelveldeffecttransistoren (TFET), fotovoltaïsche apparaten en leds toepasbaar zijn.
De studie van deze structuren is in een stroomversnelling gekomen nadat de studie van afzonderlijke monolagen over haar hoogtepunt heen was.